# Sachsenwald
Der Sachsenwald ist mit knapp 70 km² Schleswig-Holsteins größtes zusammenhängendes Waldgebiet. Es ist ein dem Amt Hohe Elbgeest zugehöriges gemeindefreies Gebiet.

## Geographie
Der Sachsenwald liegt östlich von Hamburg im Südwesten des Kreises Herzogtum Lauenburg und grenzt an den Kreis Stormarn. Er gehört zum Mittelbereich Geesthacht und entspricht der Gemarkung Sachsenwald.
Der Sachsenwald wird in drei Reviere gegliedert:
- Revier Aumühle (Westen)
- Revier Wohltorf (Süden)
- Revier Stangenteich (Osten)

Das Wohnplatzverzeichnis Schleswig-Holstein zum Stand 25. Mai 1987 (Volkszählung) listet in dem Gebiet sechs Wohnplätze auf, die jedoch nicht Teil des Sachsenwaldes sind, sondern als Exklaven zur Gemeinde Aumühle gehören und vom Gebiet des Sachsenwaldes nur umgeben sind:
- Am Riesenbett
- Kupfermühle
- Saupark
- Stangenteich
- Wildpark
- Witzhaver Viert

Durch den Sachsenwald fließt in ostwestlicher Richtung die Schwarze Au, die bei Friedrichsruh in die Grundmoränen-Landschaft eingeschnitten ist. Entlang der nordwestlichen Grenze des Gebiets fließt die Bille, in die bei Aumühle die Schwarze Au mündet.
Der Sachsenwald besteht überwiegend aus Laubwald, jedoch nimmt die forstwirtschaftliche Prägung zu. Es findet sich noch ein seltener Bestand eines Eichen-Hutewaldes.
Das gesamte Tal der Bille ist Naturschutzgebiet und als FFH-Gebiet gemeldet.

## Flächennutzung
Das Gebiet besteht zu 94 Prozent aus Wald, zu knapp drei Prozent aus Landwirtschaftsfläche und zu drei Prozent aus Verkehrsfläche (einschl. Straßen, Wege und Plätze):
| Flächennutzung 31. Dez. 2004                | Hektar | Prozent |
| ------------------------------------------- | ------ | ------- |
| Wald                                        | 5490   | 93,9    |
| Landwirtschaft (ohne Moor)                  | 0145   | 02,5    |
| Moor                                        | 0006   | 00,1    |
| Verkehrsfläche (ohne Straßen, Wege, Plätze) | 0022   | 00,4    |
| Straßen, Wege, Plätze                       | 0132   | 02,3    |
| Gebäudefläche                               | 0001   | 00,0    |
| Freifläche                                  | 0001   | 00,0    |
| Betriebsfläche                              | 0008   | 00,1    |
| Abbauland                                   | 0000   | 00,0    |
| Gewässer                                    | 0023   | 00,4    |
| Unland                                      | 0016   | 00,3    |
| insgesamt                                   | 5849   | 100,00  |

## Verkehr

### Straßen und Wege
Der Sachsenwald ist ein wichtiges Naherholungsgebiet für Hamburg. Im Norden, Osten und Süden ist er von viel befahrenen Straßen umgeben, und im Westen grenzt er an die Hamburger Außenbezirke.
Überörtliche Straßen im Sachsenwald sind:
- A 24 (4 km von Ost nach West im nördlichen Bereich)
- B 404 (5,5 km von Kasseburg im Norden nach Schwarzenbek im Südosten im östlichen Bereich)
- Landesstraße L 208, die Sachsenwaldstraße (10 km von Grande im Norden nach Kröppelshagen-Fahrendorf im Süden im westlichen Bereich)
- Landesstraße L 314 (6 km von Aumühle im Westen nach Dassendorf im Süden im westlichen Bereich, Kreuzung mit der L 208 bei Friedrichsruh)

Daneben gibt es benannte örtliche Wege und Forststraßen wie
- Schlossweg
- Witzhaver Viert
- Lindenallee
- Börnsener Weg
- Königsallee
- Börnsener Mühlenweg
- Baumweg
- Saupark
- Stangenteich
- Radekamp
- Stangenteichshorst

sowie diverse Wanderwege.

### Schienenverkehr
- Das Gebiet wird von der Bahnstrecke Berlin–Hamburg bzw. der Kursbuchstrecke 100 Hamburg–Schwerin–Rostock in ostwestlicher Richtung durchschnitten, auf der die Regionalbahn R20 verkehrt. Gebietsnahe Haltestellen sind Aumühle und Schwarzenbek.
- Die S2 Altona–Aumühle endet an der Haltestelle Aumühle.

### Nachbargemeinden
Die Nachbargemeinden in der Reihenfolge des Uhrzeigersinns sind:
| Gemeindekarte des Kreises Herzogtum Lauenburg | Kreis Herzogtum Lauenburg | Gemeindekarte des Kreises Stormarn | Kreis Stormarn                |
| --------------------------------------------- | --- | ---------------------------------- | ----------------------------- |
|                                               | - Kuddewörde - Kasseburg - Möhnsen - Havekost - Grove - Schwarzenbek - Brunstorf - Dassendorf - Kröppelshagen-Fahrendorf - Börnsen - Wentorf - Wohltorf - Aumühle |                                    | - Reinbek - Witzhave - Grande |

## Geschichte

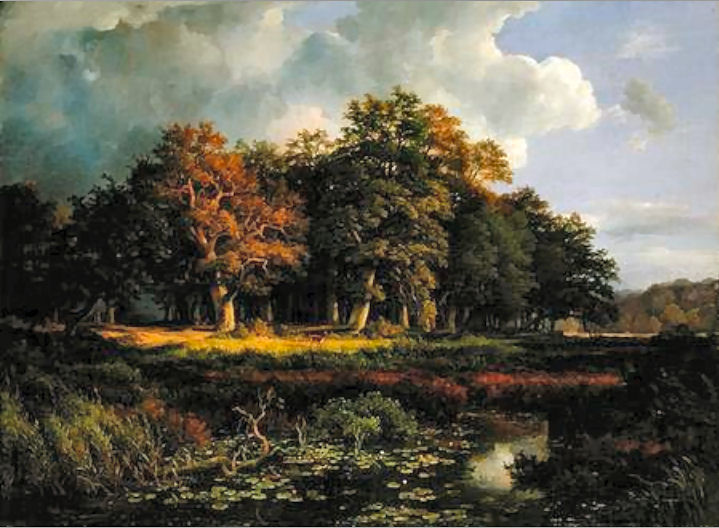
Der Stangenmühlengrund im Sachsenwald im XIX. Jahrhundert. Gemälde von Adolph Friedrich Vollmer (1852)

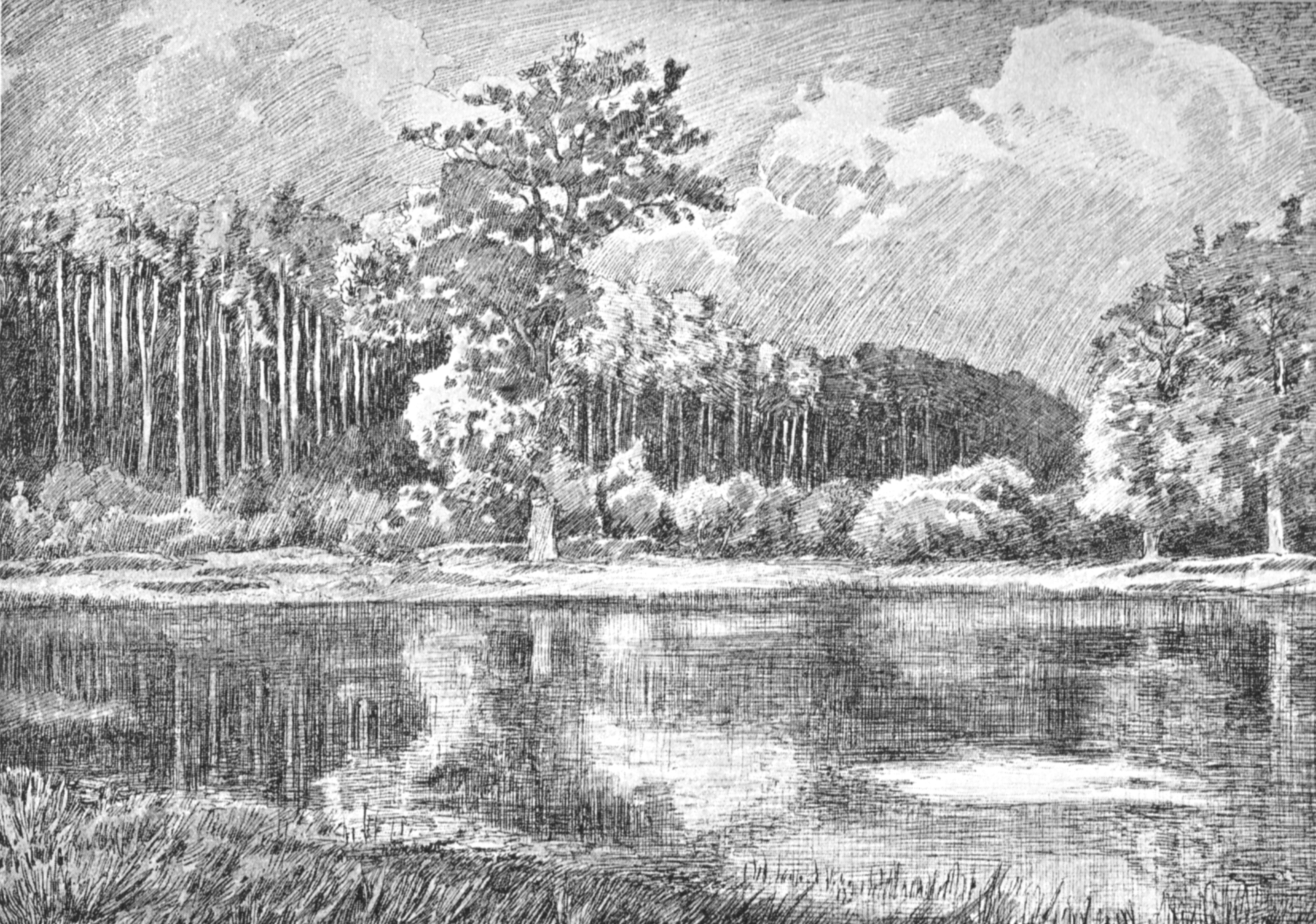
Weiher im Sachsenwald, Zeichnung um 1895

Der Sachsenwald ist der Rest eines riesigen Urwaldes, bestehend vorwiegend aus Eichen und Buchen, der sich von der Ostsee bis nach Niedersachsen erstreckte. Bereits seit der Steinzeit siedelten Menschen im Bereich des Urwaldes, indem sie kleine Lichtungen für Äcker schufen und den Wald zur Schweinemast nutzten.
Die ältesten Nachweise für eine feste Besiedelung des Sachsenwaldes und des Gebiets von Hamburg wurden auf das 4. Jahrhundert vor Christus datiert. Ebenso wie in Hamburg zeugen Megalithgräber für eine frühgeschichtliche Besiedelung.
Die Menschen fingen in den ersten Jahrhunderten unserer Zeitrechnung an, den Urwald großflächig zu roden, so dass er im späten Mittelalter – bis auf den Sachsenwald – praktisch verschwunden war.
Bereits im Mittelalter war das Eigentum am Sachsenwald begehrt. Im Jahr 1231 wurde das Eigentum Albrechts von Sachsen auf dem Hoftag zu Worms bestätigt. Nach heftigem Streit mit den Herzögen von Sachsen-Lauenburg gelangte mit dem Vertrag von Perleberg im Jahr 1420 eine Hälfte des Sachsenwaldes an die Hansestädte Hamburg und Lübeck, die diesen Anteil mit Geesthacht und den Vierlanden von ihrem beiderstädtischen Amtssitz Bergedorf aus verwalteten. Beim halben Sachsenwald handelte es sich jedoch nicht um die Hälfte des Gebietes, sondern um „die Hälfte der Nutzungen am Sachsenwalde, mit Ausschluss der Jagd“ bzw. „den halben Nießbrauch im Raume des ganzen Sachsenwaldes für ewige Zeiten“.
Durch die Gasteiner Konvention gelangte Lauenburg und damit auch der Sachsenwald zu Preußen.
Kaiser Wilhelm I. schenkte Otto von Bismarck am 24. Juni 1871 den Sachsenwald in Anerkennung seiner Verdienste um die Reichsgründung (Dotation). Der Wald befindet sich heute noch überwiegend im Besitz seiner Nachfahren. Im Jahr 2003 erwarb der Reeder Eberhard von Rantzau ein Drittel des Sachsenwalds von der Familie von Bismarck.
Vorläufer des gemeindefreien Gebietes Sachsenwald war der Forstgutsbezirk Schwarzenbek, so benannt nach der südöstlich davon gelegenen Gemeinde Schwarzenbek. Dieser Forstgutsbezirk gehörte früher zum Amtsbezirk Friedrichsruh, Kreis Herzogtum Lauenburg, und war mit 73,69 km² größer als das heutige Gebiet. Zur Volkszählung am 1. Dezember 1910 wurden im Forstgutsbezirk Schwarzenbek 916 Einwohner gezählt. Am 1. Juli 1927 wurde der Gutsbezirk Schwarzenbek in Gutsbezirk Friedrichsruh umbenannt.
Im Zuge der Auflösung der Gutsbezirke in Preußen 1928/29 wurde mit Wirkung vom 30. September 1929 der Gutsbezirk Friedrichsruh aufgelöst. Eine Fläche von 14,46 km², darunter alle bewohnten Gebiete, wurden in umliegende Gemeinden eingegliedert, und aus dem verbleibenden Teil von 59,23 km² wurde der Forstgutsbezirk Sachsenwald gebildet. Im Gemeindeverzeichnis von 1950 wird das Gebiet nur noch mit einer Fläche von 58,55 km² nachgewiesen und seit 1961 mit der aktuellen Fläche von 58,49 km².
Ab Sommer 1946 war Richard Baer, letzter Lagerkommandant des KZ Auschwitz, unter anderem als Forstarbeiter der Familie Bismarck im Sachsenwald angestellt. Als solcher wurde er Ende 1960 aufgegriffen und festgenommen.
Der Sachsenwald wurde am 27. November 1967 in das neu gegründete Amt Aumühle-Wohltorf eingegliedert, das außerdem die Gemeinden Aumühle und Wohltorf umfasste. Das Amt Aumühle-Wohltorf wurde im Rahmen der Verwaltungsstrukturreform Schleswig-Holsteins am 1. Januar 2008 aufgelöst und seine Bestandteile in das Amt Hohe Elbgeest eingeamtet.
Der Gutsvorsteher des Sachsenwaldes ist wie Bürgermeister der Gemeinden des Amtes Hohe Elbgeest Mitglied des Amtsausschusses, hat aber kein Stimmrecht. Eine gerichtlich angestrebte Klärung der umstrittenen Frage des Stimmrechts erübrigte sich durch eine Änderung der Amtsordnung.
Die Rote Armee Fraktion (RAF) hatte im Sachsenwald, keine 1000 Meter vom Sägewerk entfernt, das geheime Depot „Daphne“ eingerichtet, darin Revolver, Maschinenpistolen, gefälschte Ausweise. Am 16. November 1982 wurde der RAF-Terrorist Christian Klar bei Friedrichsruh im Sachsenwald verhaftet, als er das der Polizei bekannt gewordene Erddepot aufsuchte.
→ Siehe auch: Gregor von Bismarck#Steueraffäre
Im Oktober 2024 berichteten das ZDF Magazin Royale und FragDenStaat von mehreren Firmensitzen mit Bezügen zu Gregor von Bismarck sowie weiteren Fremdfirmen wie Aves One in einem abgeschiedenen Waldhaus des Sachsenwaldes, was unter anderem angesichts des geringen Gewerbesteuerhebesatzes den Verdacht mehrerer „Briefkastenfirmen“ sowie des Waldes als inländischer „Steueroase“ erwecke. Im Juli 2025 berichtete das RND.
Die paradoxe Steuererhebung des gemeindefreien Gebiets mit beidseitiger Involviertheit der Familie Bismarck fand bereits 1990 politische Aufmerksamkeit.

## Sehenswürdigkeiten
- Schloss Friedrichsruh mit Bismarck-Museum und -Mausoleum (Schloss nicht öffentlich)
- Garten der Schmetterlinge in Friedrichsruh (jahreszeitlich geöffnet)
- Klettergarten
- Bundesunmittelbare Otto-von-Bismarck-Stiftung im Bahnhof von Friedrichsruh
- Der Sachsenwald ist ein beliebtes Naherholungsgebiet für Hamburger, aber auch eine Sehenswürdigkeit für Touristen.
- Hünenbetten „Alter Hau“
- Eisenbahnmuseum Lokschuppen Aumühle mit historischen Bahnen